# Zimostrázovité
Zimostrázovité (Buxaceae) je čeleď vyšších dvouděložných rostlin z řádu zimostrázotvaré (Buxales). Zahrnuje asi 100 druhů v 5 rodech a je ostrůvkovitě rozšířena v různých oblastech světa. Zimostrázovité jsou převážně dřeviny s jednoduchými listy a nenápadnými květy. Některé druhy se pěstují v České republice jako okrasné rostliny, zejména zimostráz a pachysandra.

## Popis
Zástupci čeledi zimostrázovité jsou stálezelené keře a stromy, řidčeji i vytrvalé byliny nebo polokeře se vstřícnými nebo střídavými jednoduchými listy bez palistů. Čepel listů je celokrajná nebo zubatá, se zpeřenou nebo od báze trojžilnou (triplinervní) žilnatinou. Květy jsou drobné a nenápadné, pravidelné, jednopohlavné, uspořádané v úžlabních či koncových hroznech, latách, hlávkách nebo klasech. Rostliny jsou většinou jednodomé, pouze výjimečně dvoudomé. Samčí květy mají okvětí složené ze 4 až 6 nerozlišených okvětních plátků a obsahují 2, 4, 6, 8 nebo mnoho tyčinek. Někdy jsou přítomny zakrnělé pozůstatky semeníku (pistilodium). Samičí květy mají 5 až 6 okvětních lístků a obsahují svrchní semeník. Semeník je srostlý ze 2 až 3 plodolistů, obsahuje stejný počet komůrek a nese 2 až 3 volné vytrvalé čnělky. V každém plodolistu jsou 2 vajíčka. U rodu Didymeles je semeník monomerický, tvořený jediným plodolistem a okvětí je redukováno na 1 až 4 kalichovité lístky, podle některých interpretací však jde o listeny. Plodem zimostrázovitých je tobolka, peckovice nebo bobule.

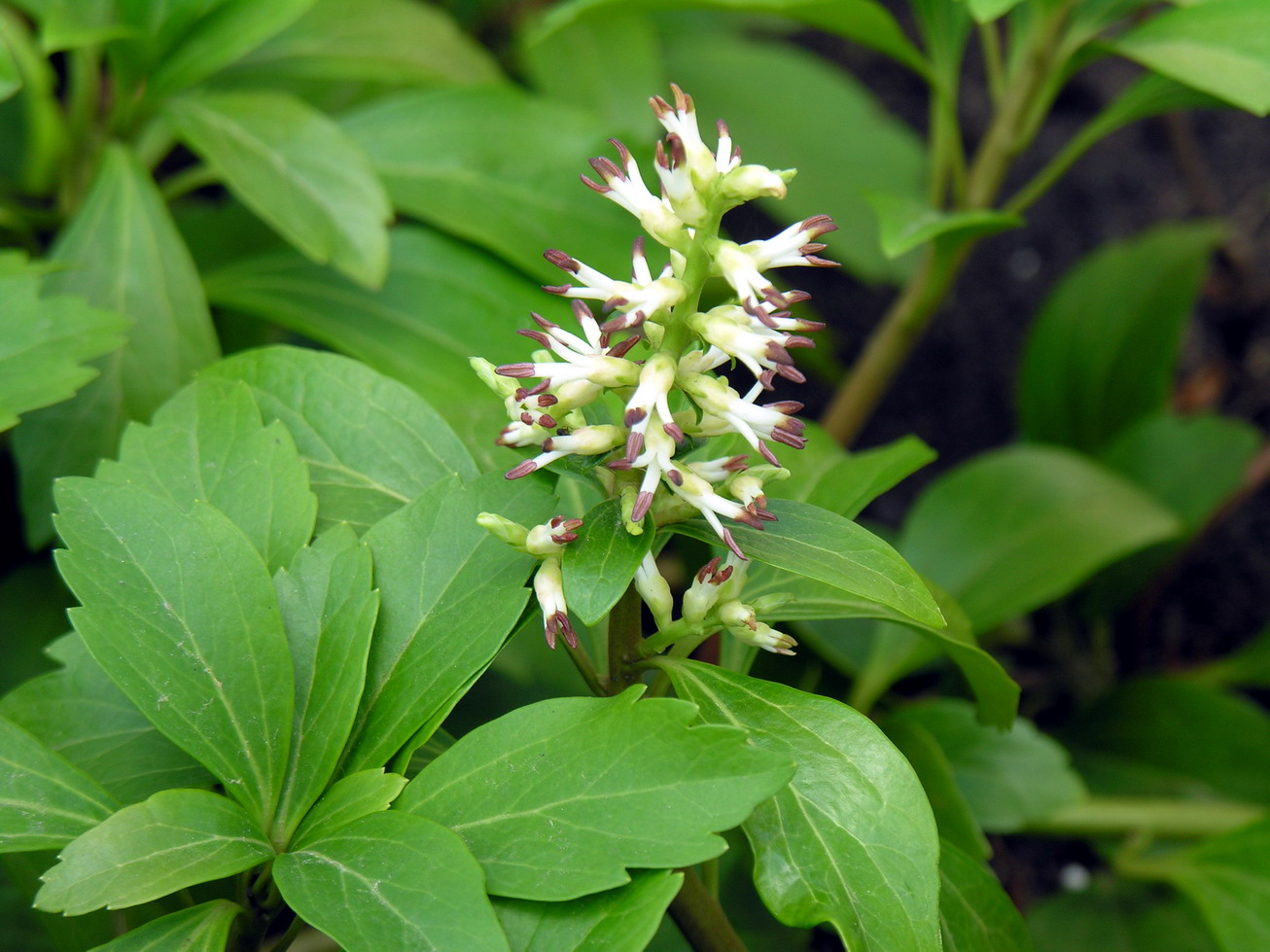
Pachysandra klasnatá (Pachysandra terminalis)
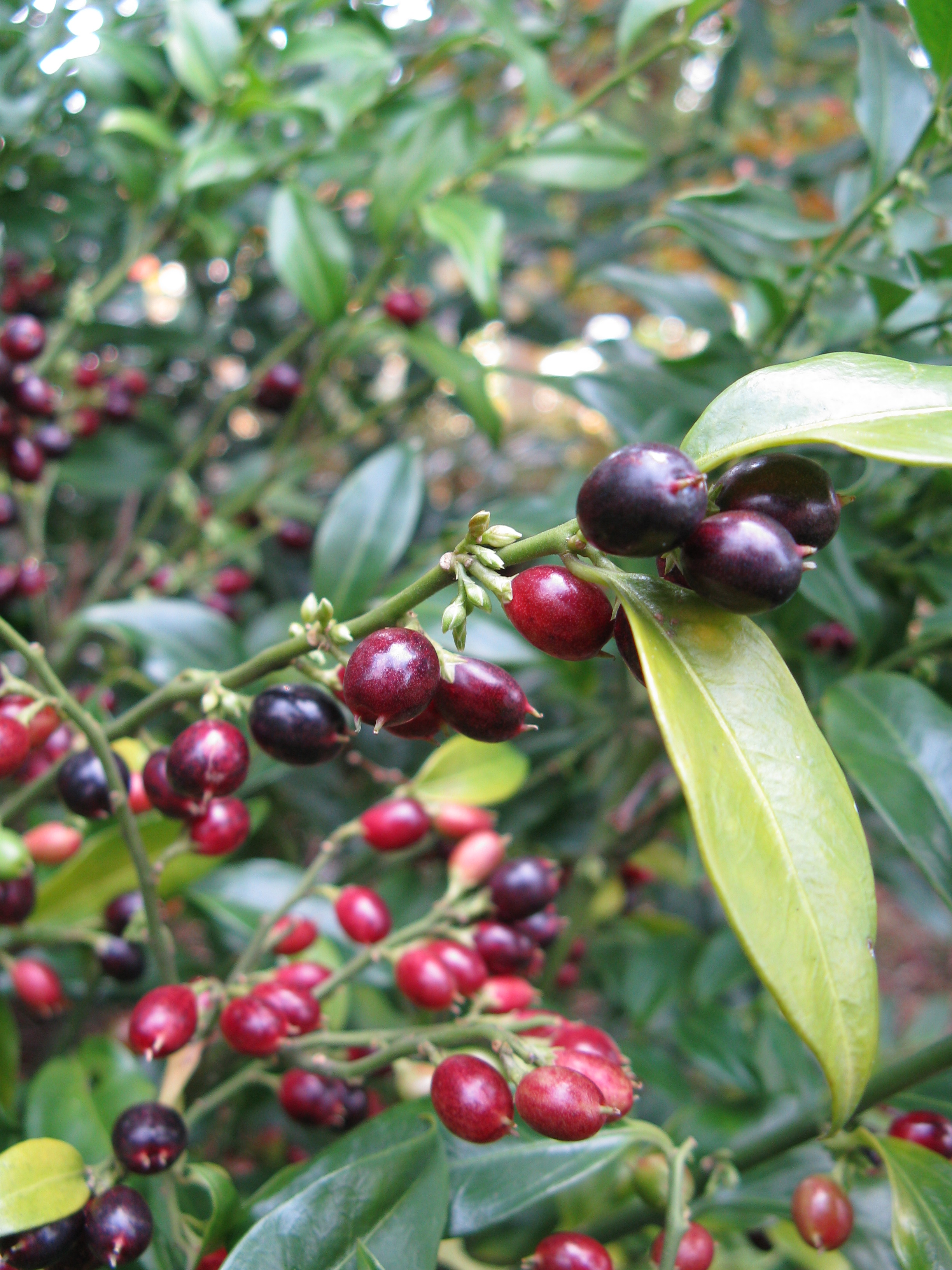
Masoplodka Sarcococca hookeriana
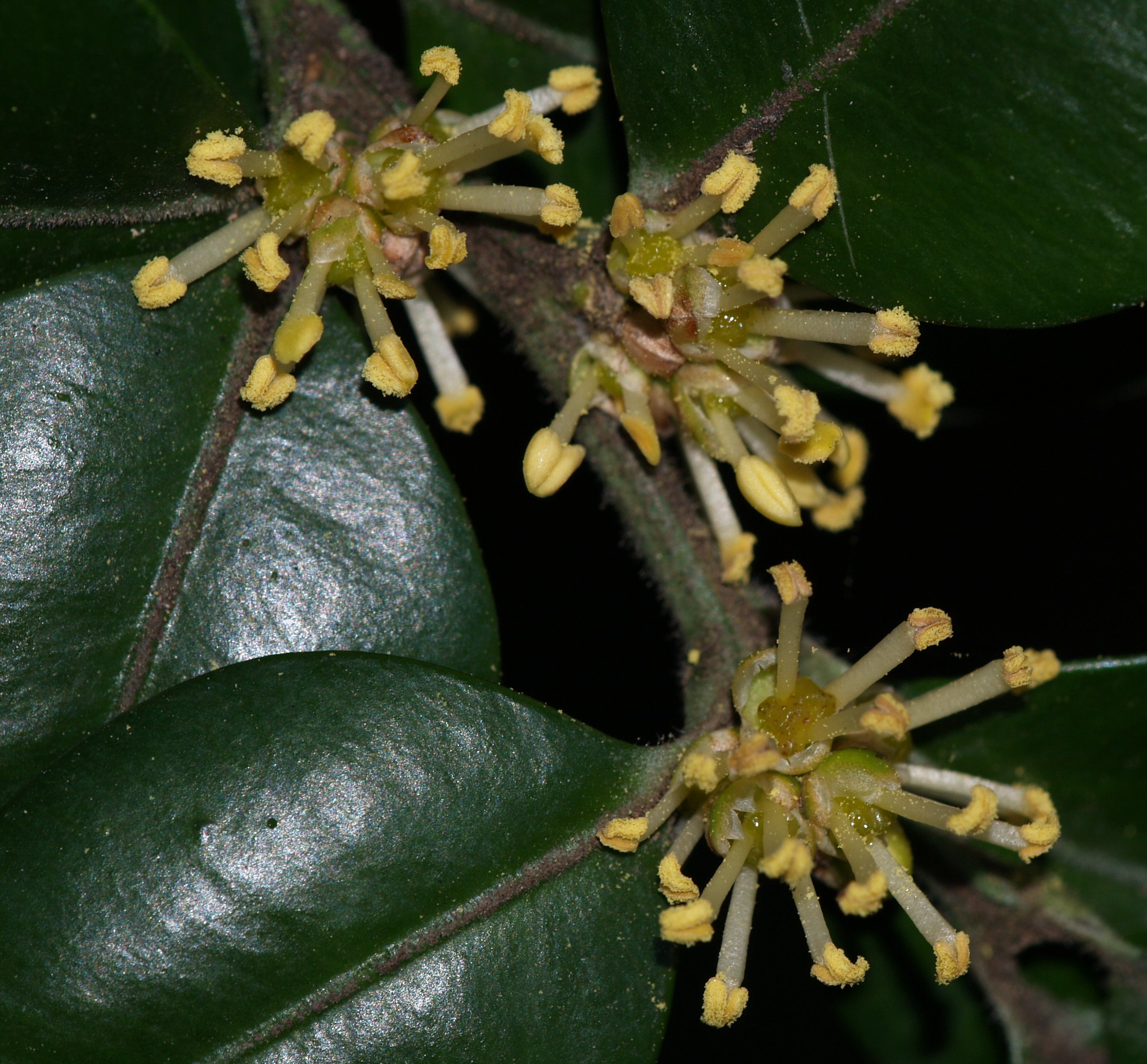
Zimostráz vždyzelený (Buxus sempervirens)

## Rozšíření
Čeleď zahrnuje 5 rodů a asi 70 až 110 druhů. Areál rozšíření je ostrůvkovitý v různých částech světa, v tropech i v mírném pásu. Zimostrázovité se vyskytují v Evropě, v jihozápadní Asii, v jižní Indii a na Srí Lance, v oblasti od Himálají, Číny až po Japonsko, v jihovýchodní Asii, ostrůvkovitě v Severní i Jižní Americe, Africe a na Madagaskaru. Centrum diverzity je ve východní Asii a v Karibiku.
V rámci Evropy čeleď zimostrázovité reprezentují pouze 2 druhy. V západní a jižní Evropě je rozšířen zimostráz vždyzelený (Buxus sempervirens), ve Španělsku, Sardinii a na Baleárských ostrovech druh Buxus balearica.

## Taxonomie
Cronquist zařadil zimostrázovité do řádu Euphorbiales podtřídy Rosidae. Armen Tachtadžjan řadil tuto čeleď společně s Didymelaceae do samostatného řádu Buxales podtřídy Hamamelididae. Systém APG I i APG II ji ponechává nezařazenou do řádu na samém základu vyšších dvouděložných rostlin (Eudicots). V aktualizovaném systému APG III, publikovaném v roce 2009, je veden řád zimostrázotvaré (Buxales), obsahující 2 čeledi, jako jedna z bazálních větví vyšších dvouděložných rostlin. Rovněž sem byl vřazen rod Didymeles, v minulosti řazený do samostatné čeledi Didymelaceae.
Někdy je oddělován rod Styloceras do samostatné čeledi Stylocerataceae. Od rodu Buxus je někdy oddělován rod Nothobuxus, lišící se v počtu tyčinek, počtu chromozomů a anatomii exiny.

## Ekologické interakce
Květy zimostrázovitých jsou opylovány hmyzem hledajícím nektar, zejména brouky a drobnějšími druhy blanokřídlých. Hmyz je lákán silnou vůní a dlouhými tyčinkami vyčnívajícími z jinak nenápadných květů. Semena zimostrázu jsou z tobolek vystřelována do okolí, dužnaté peckovice masoplodky jsou šířeny ptáky.

## Zástupci
- masoplodka (Sarcococca)
- pachysandra (Pachysandra)
- zimostráz (Buxus)[5]

## Význam
Některé druhy a kultivary zimostrázu, zejména zimostráz vždyzelený (Buxus sempervirens) a zimostráz malolistý (B. microphylla), jsou pěstovány v České republice jako okrasné stálezelené keře. Tlustonitník klasnatý (Pachysandra terminalis) je pěstován jako půdopokryvná stínomilná trvalka. Méně běžně se pěstují i některé druhy masoplodky (Sarcococca).
Dřevo některých druhů zimostrázu je používáno na výrobu hudebních nástrojů.

## Přehled rodů
Buxus (včetně Notobuxus), Didymeles, Haptanthus, Pachysandra, Sacococca, Styloceras